# 永見徳太郎
永見 徳太郎（ながみ とくたろう、1890年（明治23年）8月5日 - 1950年（昭和25年）11月20日）は、日本の実業家、素封家、文化人。長崎県生まれ。幼名は良一、号は夏汀。
実業家として郷土で重きをなし長崎文化のパトロンとして中央の文化人と交流する。のちに上京し、自身も文筆家・写真家として、また南蛮美術の収集と研究、写真史研究など幅広い分野に足跡を残した。

## 経歴
永見家は江戸後期に貿易、金融業、地主として巨万の富を築いた家系であった。「徳太郎」は銅座永見家本家の家長が襲名する名で、5代目徳太郎である兄の竹二郎が22歳の若さで亡くなったため、妾腹の彼が6代目として徳太郎を継いだ。家業の倉庫業を営みながら、市会議員、商工会議所議員、さらにブラジル国名誉領事をつとめるなど地元財界で活動した。国立第十八銀行（現 十八親和銀行）初代頭取の永見伝三郎は彼の大叔父にあたり、彼も十八銀行の監査役を勤めている。
年少の頃から永見夏汀の雅号で絵画や文芸、写真などに親しみ、アマチュア写真家として浪華写真倶楽部の「写真界」などに投稿するとともに、遠縁の内田九一を通じて交流のあった日本写真の祖の一人である上野彦馬やその弟の幸馬らについての証言を残している。1912年(大正元)には、個人による写真集としては日本で最初期のもののひとつと考えられる『夏汀画集』を出版した。大正六年ごろには同郷の写真史家である梅本貞雄やその従兄で同じく写真史家として活動した松尾弔春子らと、河東碧梧桐の影響のもとに俳諧同人誌「覇」を結成した。「覇」誌の題字は河東碧梧桐の揮毫による。
また満谷国四郎らと交際があり、油絵では太平洋画会の展覧会などに数点が入選している。
まさに豪商であり市中を乗馬で闊歩して「銅座の殿様」と称された彼は竹久夢二、横山大観、岸田劉生、黒田清輝などの画家をはじめ芥川龍之介、菊池寛など数多くの中央の文人と交流を持ち、彼らが長崎を訪れた際には南蛮屏風や工芸品などの異国情緒あふれる蒐集品で埋め尽くされた永見邸でもてなした。長與善郎の「青銅の基督」末尾の附記に「此作の生れるヒントを与へてくれた長崎の永見氏に此処で記念としてお礼を述べておく」とあるように彼との交流が作家達の創作の契機となることもあった。満谷国四郎は徳太郎をモデルとして「長崎の人」（1916年（大正5年））を描いている。
また地元長崎の文人・画家とも関わりが深く、長崎医学専門学校教授として赴任していた斉藤茂吉や、古賀十二郎、山本森之助、渡辺与平・文子、栗原玉葉、岡吉枝などと交流を持った。
1916年（大正5年）にマレー半島でゴム農園の経営を始めるがのちに失敗し、家運が傾き始める。この年の1月に洋画家の南薫造とともにインドに向かった。4月に帰国するまでにカルカッタでタゴールと出会い、またブッダガヤを訪れ、ヒマラヤ登山を行うなど精力的に見聞を広める。この旅に関連する作品として、ヒマラヤの雲海を描いた油絵《朝のヒマラヤ》（太平洋画会第14回展覧会 入選）や写真集『夏汀画集 三 印度の巻』（1916年）、旅行記『印度旅日記』（1917年）などを発表している。
大正14年のニエプス写真百年祭写真資料展に触発されて本格的に古写真調査に乗り出しアサヒカメラ等に執筆の機会を得る。関東大震災後の明治ブームと連動したニエプス写真百年祭写真資料展以後の写壇ジャーナリズムにおける写真史熱は永見徳太郎や梅本貞雄、石黒敬七や成澤玲川らの写真史家を生み出していった。

### 上京
1926年（大正15年）3月に家業の行き詰まりから先祖伝来の銅座町を離れ、家族とともに東京に出ることになる。この前後には作家として立つことを志していくつかの作品を世に問うたが『恋の勇者』が発禁処分を受けるなど、創作の分野では高い評価は得られず、上京後は長崎文化の伝道者として南蛮文化の影響を受けた長崎の郷土史・美術史の紹介に精力的に取り組むことになる。旺盛な執筆活動によって多数の文章を残し『長崎の美術史』（1927年）『南蛮屏風大成』（1930年）などの大著をものにした。
この時期に南蛮文化研究に一区切りがついたと判断したものか、収集したコレクションを南蛮美術収集家の池長孟に譲渡する。このコレクションはのちの池長美術館から現在の神戸市立博物館まで引き継がれていく。
昭和7年には当時彼が収集していた一万枚を越える古写真をもとにアンソロジー『珍しい写真』を出版している。同時期に「アサヒカメラ」を始め「CAMERA」「カメラクラブ」（ARS社）「フォトタイムス」（フォトタイムス社）「アマチュア・カメラ」（玄陽社）など当時盛り上がり始めた市井のアマチュア写真家を対象とした代表的な写真誌に記事を執筆するようになる。
彼自身は当時最新鋭のライカやコンタックスなどの高級機を所有し撮影に使っており、佐和九郎らとコンタックスの愛好者団体としてコンタックスの会を結成（1935年）してその顧問として活動したが、同時に当時まだ外国産に比べれば二級品の扱いだった国産カメラを評価して初心者の写真撮影を後押しする記事を多数執筆していった。また、文壇に出入りする文人の一人でもあるという当時の写真界においては特異な立ち位置から、同時代の作家や舞台人たちの間で流行した写真趣味の実相を記録し、たびたび記事として執筆している。
この頃から写真家としても活発な活動をはじめ、1934年に写真家として初めて歌舞伎座における舞台写真の撮影を認められた。この時期の彼は当時の舞台や役者のポートレートを中心に多数の作品を残しそれらの多くは劇作家を志した過去と坪内逍遥と永見との縁からのちに早稲田大学坪内博士記念演劇博物館に資料として寄贈されている。

### 晩年と失踪
戦時色の強まった1940年（昭和15年）に神奈川県の吉浜海岸、のちに熱海に移住した。その後も各誌に長崎に題材をとった原稿を執筆するとともに古写真の資料収集や写真誌への執筆活動を続けていたが、敗戦後は著しく窮乏していった。戦後は身辺整理を進めるかのように長崎県立長崎図書館などのなじみのある公的機関にまだ手元に残っていた資料や手紙類を寄贈していく。心身を損なった彼は外出した先で妻への遺書を投函したのを最後に失踪、封書で郵送されたはがきに残された日付けをもとに1950年11月20日をもって命日とする。享年60歳。

## 食通としての永見徳太郎
徳太郎は食通としても知られていた。この分野での交際も多く、雑誌『食道楽』への執筆を始め、長崎の料理を題材とした文章も多く残している。
子母沢寛が各界の著名人から食に寄せる想いや逸話などを聞き取った『味覚極楽』では永見徳太郎に一章（長崎のしっぽく南蛮趣味研究家 永見徳太郎氏の話）が割かれている。龍星閣から出た戦後の版に追加された取材当時の会見記は、上京後の永見の姿を伝えてくれる文章でもある。子母沢による「旦那文士」という評価には当時の永見の立ち位置の全てではないにしろ一端が表れているといえる。

## 親族
- 曽祖父・永見福十郎 - 長崎本町の輸入薬種、砂糖などの大問屋[7]。オランダ貿易や大名貸で財を成し、薩摩藩の御用商人を務めた[8]。
- 祖父・永見徳太郎（初代） - 福十郎の長男。早世。[7]
- 大叔父・永見伝三郎(1831-1899) - 福十郎の三男。五代友厚の貿易業に関わり、明治維新後、産物会所の貸付金整理を行なう協力社の一員となり、松田源五郎と永見松田商社(のち立誠社)を設立、国立銀行条例の改正により第十八国立銀行に改称し、初代頭取を務めた[7]。
- 大叔父・永見米吉郎（1839-1886） - 福十郎の五男。五代友厚の執事。1866年に五代の勧めで大阪淀屋橋南詰め（現・北浜4丁目）で中国朝鮮貿易と貸金業の「永見商店」を開業（のち第十八国立銀行大阪支店となる）[8]。五代が大阪株式取引所を創設した際には肝煎として名を連ねる[9]。
- いとこ叔父・永見寛二（1858年生） - 福十郎の二男（寛二）の四男（家督を継ぎ襲名）。衆議院議員[10]。
- 孫・甘里君香（1958年生）- 作家・詩人。徳太郎の長男永見良の娘[11]。出生名は永見由利。著書にエッセイ集『京都スタイル』『イケズな京都』など、詩集に『ロンリーアマテラス』『卵権』。『卵権』は「小熊秀雄賞」最終候補。
- 孫・桃千景（宝塚歌劇団53期生） ｰ 徳太郎の長女三宅トキの娘。本名三宅まみ。

## 企画展
2023年10月14日から 2024年1月8日まで、長崎県美術館にて、「浪漫の光芒―永見徳太郎と長崎の近代」として、永見徳太郎の全貌についてはじめて展覧会が開催される。

## 著書
戯曲・小説
- 『愛染艸』（1924年 表現社）
- 『月下の沙漠』(1924年 人と藝術社)
- 『恋の勇者』（戀の勇者 / 1924年 表現社）
- 『阿蘭陀の花』（1925年 四紅社）

写真集
- 『夏汀画集』（夏汀畫集 / 1912年 非売品）
- 『夏汀画集 二』（1915年 非売品）
- 『夏汀画集 三 印度の巻』(1916年 非売品)
- 『珍しい写真』（1932年 粋古堂）

紀行文
- 『印度旅日記』（1917年 非売品）

南蛮美術研究
- 『長崎版画集』（長崎版畫集 / 1926年 夏汀堂）
- 『続長崎版画集』（續長崎版畫集 / 1926年 夏汀堂）
- 『南蛮長崎草』（南蠻長崎草 / 1926年 春陽堂）
- 『長崎の美術史』（1927年 夏汀堂）
- 『画集 南蛮屏風』（畫集 南蛮屏風 / 1927年 夏汀堂）
- 『びいどろ絵』（1928年 芸艸堂）
- 『南蛮美術集』（南蠻美術集 / 1928年 芸艸堂）
- 『南蛮屏風大成』（南蠻屏風大成 上・下・附録 /1930年 巧芸社）